# Aiguille de Bionnassay
De Aiguille de Bionnassay is een 4052 meter hoge berg op de grens van het Franse departement Haute-Savoie en het Italiaanse Valle d'Aosta.
De berg ligt in het centrale deel van het Mont Blancmassief. De top ligt iets ten westen van de Mont Blanc en wordt geheel door gletsjers omgeven. Aan de noordzijde ligt de Glacier de Bionassay, aan de zuidzijde de enorme Miagegletsjer die tot aan de dalbodem van het Val Veny reikt.
De Aiguille de Bionnassay werd op 28 juli 1865 voor het eerst beklommen door Florence Crauford Grove, Reginald Somerled Macdonald, Jean-Pierre Cachat, Michel-Clément Payot en Edward N. Buxton.
Voor de beklimming vanuit de Franse zijde zijn de berghutten Refuge Durier (3358 m) en Refuge Tête Rousse (3167 m) van belang. Op de route naar de top vanuit het Italiaanse Val Veny ligt het Rifugio Gonella (3072 m).